# Poppy Drayton
Poppy Gabriella Drayton (Surrey, 7 de junho de 1991) é uma atriz britânica. Ela é mais conhecida por seus papéis em When Calls the Heart, The Shannara Chronicles e A Pequena Sereia.

## Vida pessoal
Poppy se formou na Arts Educational School em Chiswick.

## Filmografia
| Cinema | Cinema               | Cinema             | Cinema         |
| Ano    | Título               | Personagem         | Nota           |
| ------ | -------------------- | ------------------ | -------------- |
| 2018   | A Pequena Sereia     | Elizabeth          |                |
| 2018   | Home by Spring       | Loretta Johnson    | Telefilme      |
| 2015   | Writers Retreat      | Jo                 |                |
| 2015   | Unhallowed Ground    | Verity Wickes      |                |
| 2015   | Sexwax               | Sissi              | Curta-metragem |
| 2014   | Down Dog             | Amy                |                |
| 2013   | When Calls the Heart | Elizabeth Thatcher | Telefilme      |
| 2012   | Emily                | Emily              | Curta-metragem |

| Televisão | Televisão               | Televisão         | Televisão                |
| Ano       | Título                  | Personagem        | Nota                     |
| --------- | ----------------------- | ----------------- | ------------------------ |
| 2016-17   | The Shannara Chronicles | Amberle Elessedil | Elenco principal         |
| 2014      | Plebs                   | Cordelia          | Temporada 2, Episódio 7  |
| 2014      | Midsomer Murders        | Summer Haleston   | Temporada 16, Episódio 5 |
| 2014      | Father Brown            | Selina McKinley   | Temporada 2, Episódio 1  |
| 2013      | Downton Abbey           | Madeleine Allsopp | Temporada 4, Episódio 9  |

| Video game | Video game     | Video game                 | Video game |
| Ano        | Título         | Personagem                 |            |
| ---------- | -------------- | -------------------------- | ---------- |
| 2016       | Dark Souls III | Shira, Knight of Filianore |            |